# Avenue Ernest-Renan (Paris)
Pour les articles homonymes, voir Avenue Ernest-Renan.
Ne doit pas être confondu avec Rue Ernest-Renan (Paris).
L’avenue Ernest-Renan est une voie du 15e arrondissement de Paris, en France.
Il ne faut pas la confondre avec la rue Ernest-Renan, située également dans le 15e arrondissement de Paris, et qui relie la rue Lecourbe à la rue de Vaugirard.

## Situation et accès
Elle débute place de la Porte-de-Versailles et se termine au 35, rue d'Oradour-sur-Glane. Elle se prolonge à Issy-les-Moulineaux par la rue Ernest-Renan. C'est le long de cette avenue qu'est prévue la construction de la tour Triangle, immeuble de grande hauteur de 180 mètres.

## Origine du nom
Elle porte le nom de l'écrivain, philologue, philosophe et historien français Ernest Renan (1823-1892).

## Historique
La partie située entre la place de la Porte-de-Versailles et la limite de l'ancienne enceinte fortifiée a été ouverte, en 1932, sur l'emplacement des bastions nos 71 et 72 de l'enceinte de Thiers sous son nom actuel.
Le surplus était une partie de la route nationale no 189, actuelle rue Ernest-Renan à Issy, autrefois sur le territoire d'Issy-les-Moulineaux, annexé à Paris par décret du 3 avril 1925.